# Коптево (Вологодская область)
Коптево — деревня в Вашкинском районе Вологодской области.
Входит в состав Киснемского сельского поселения, с точки зрения административно-территориального деления — в Киснемский сельсовет.
Расстояние по автодороге до районного центра Липина Бора — 24 км, до центра муниципального образования села Троицкое — 1,5 км. Ближайшие населённые пункты — Волково, Гаврилово-2, Данькино, Демидово, Конютино, Монастырская, Троицкое.
По переписи 2002 года население — 9 человек.